# ひふみ投信
ひふみ投信（ひふみとうしん、英: Hifumi Fund）は、レオス・キャピタルワークスが設定・運用・販売を行う投資信託である。
主として、日本国内の企業に投資を行うアクティブファンドである。ファミリーファンドの形式をとっており、投資信託協会定義の商品分類は「追加型／内外／株式」である。他の多くの投資信託と異なり、証券会社を通じた間接販売を行わず、運用会社であるレオス・キャピタルワークス自らが販売を行なう（直販投信）

## 運用者・アナリスト
ひふみ投信の運用は、レオス・キャピタルワークスが自主運用で行う。2017年2月時点の運用者・アナリストは次の通り。
| 運用者・アナリスト | 役職                                               | 勤務期間           |
| ------------------ | -------------------------------------------------- | ------------------ |
| 藤野英人           | 代表取締役社長 最高投資責任者                      | 2003〜             |
| 湯浅光裕           | 取締役 運用本部長                                  | 2003〜             |
| 渡邊庄太           | 運用部長 シニア・アナリスト ファンド・マネージャー | 2006〜             |
| 八尾尚志           | シニア・アナリスト                                 | 2013〜             |
| 栗岡大介           | シニア・アナリスト                                 | 2013〜             |
| 佐々木靖人         | シニア・アナリスト                                 | 2009〜2013、2016〜 |

## 投資対象

### 日本株式
主たる投資対象は日本企業の株式である。ひふみ投信はベンチマークを置かないアクティブ運用を行なっており、一般的なアクティブ運用よりも銘柄選択の自由度が高い。ポートフォリオの内訳は約8割が中小型株もしくは超小型株（ひふみ投信の分類による）となっている。投資信託評価機関モーニングスターの分類は「国内小型グロース」、R&I投信評価における分類は「国内株式アクティブ」。　

### 海外株式
ひふみ投信は内外／株式型として設定されており、海外の株式にも投資可能な設計となっている。2016年7月の顧客向けレポートでは米国企業などの組み入れ検討を始めたと明かし、「今後もより良い運用成果をお客様に届けるためには、高い成長を続ける 海外企業への投資も合理的であろうと考えた」とその理由を述べている。実際2017年6月から、米国株であるマイクロソフトとアマゾンの組み入れを開始した。

## 兄弟ファンド
同一のマザーファンドに投資する兄弟ファンドに「ひふみプラス」「ひふみ年金」がある。ひふみ投信との違いとして、販売経路の違いがある。
ひふみプラスは、証券会社経由の間接販売を行なっている。ひふみ年金は、確定拠出年金専用ファンドである。なお運用については、ほぼ同一の内容である。

## 受賞履歴
- 2015年
  - R&I ファンド大賞 2015 投資信託/国内株式部門 優秀ファンド賞 [6]
  - R&I ファンド大賞 2015 NISA/国内株式部門 最優秀ファンド賞[6]
- 2016年
  - グッドデザイン賞
  - 投信ブロガーが選ぶ！Fund of the Year 2016 第６位 ＆ 特別賞 [7]
  - リッパー・ファンド・アワード・ジャパン 2016 株式型 グローバル分類（評価期間５年）最優秀賞 [8]